# Logan Hanneman
Logan Hanneman (* 2. Juni 1993 in Fairbanks) ist ein US-amerikanischer Skilangläufer.

## Werdegang
Hanneman startete im Januar 2010 in Anchorage erstmals bei der US Super Tour und errang dabei den 28. Platz im Sprint. Seine besten Resultate bei den Juniorenweltmeisterschaften 2012 in Erzurum waren der 23. Platz im Skiathlon und der 11. Rang mit der Staffel. Bei den Juniorenweltmeisterschaften 2013 in Liberec belegte er den 39. Platz im Skiathlon, den 16. Rang im Sprint und den 12. Platz mit der Staffel. Im Februar 2015 kam er bei den U23-Weltmeisterschaften in Almaty auf den 40. Platz über 15 km Freistil und auf den 23. Rang im Sprint und im Februar 2016 bei den U23-Weltmeisterschaften in Râșnov auf den 55. Platz über 15 km klassisch und auf den 15. Rang im Sprint. Im November 2015 holte er im Sprint in West Yellowstone seinen ersten Sieg bei der US Super Tour. In der Saison 2016/17 erreichte er mit fünf Top-Zehn-Platzierungen, den sechsten Platz in der Gesamtwertung der US Super Tour. Dabei siegte er im Sprint in Fairbanks. Sein Debüt im Skilanglauf-Weltcup hatte er im Januar 2018 in Planica, welches er auf dem 35. Platz im Sprint beendete. Bei den Olympischen Winterspielen 2018 in Pyeongchang lief er auf den 42. Platz im Sprint. Im Februar 2019 holte er in Cogne mit dem 27. Platz im Sprint seine ersten Weltcuppunkte und lief bei den nordischen Skiweltmeisterschaften 2019 in Seefeld in Tirol auf den 26. Platz im Sprint. In der Saison 2020/21 belegte er den 66. Platz beim Ruka Triple und bei den nordischen Skiweltmeisterschaften 2021 in Oberstdorf den 39. Platz im Sprint.
Sein Bruder Reese ist ebenfalls im Skilanglauf aktiv.

## Siege bei Continental-Cup-Rennen
| Nr. | Datum             | Ort              | Disziplin       | Serie         |
| --- | ----------------- | ---------------- | --------------- | ------------- |
| 1.  | 27. November 2015 | West Yellowstone | Sprint Freistil | US Super Tour |
| 2.  | 29. März 2017     | Fairbanks        | Sprint Freistil | US Super Tour |

## Teilnahmen an Weltmeisterschaften und Olympischen Winterspielen

### Olympische Spiele
- 2018 Pyeongchang: 40. Platz Sprint klassisch

### Nordische Skiweltmeisterschaften
- 2019 Seefeld in Tirol: 26. Platz Sprint Freistil
- 2021 Oberstdorf: 39. Platz Sprint klassisch